# Philippe Adnot
Philippe Adnot (Rhèges, Aube, 25 augustus 1945) is een Frans politicus.

## Biografie
Adnot is landbouwer van beroep. Hij begaf zich begin jaren 80 in de politiek. In 1982 werd hij lid van de Generale Raad (Conseil Général) van het departement Aube en in 1990 werd hij president van de Generale Raad (Président du Conseil Général).
In 1989 richtte Adnot de kleine Mouvement Libéral et Modéré (MLM, Liberale en Gematigde Beweging).
Adnot werd op 24 september 1989 in de Senaat (Sénat) gekozen voor het departement Aube gekozen. Sindsdien is hij telkens herkozen. Sinds 1998 is hij voorzitter van de parlementaire groepering Réunion Administrative des Sénateurs ne Figurant sur la Liste d'Aucun Groupe (RASNAG), de fractie van kleine (centrum-)rechtse partijen.
Adnot was in 1994 betrokken bij de oprichting van de Université de Technologie de Troyes (Technische Universiteit van Troyes). In 1998 werd hij lid van de raad van bestuur van de universiteit. Tegenwoordig is hij voorzitter van de raad van bestuur.

## Bestuurlijke functies
- Lid van de Generale Raad van het departement Aube, vertegenwoordigende het kanton Méry-sur-Seine sinds 1982
- Senator sinds 1989
- President van de Generale Raad van het departement Aube sinds 1990
- Fractievoorzitter van de fractie RASNAG sinds 1998
- Lid Comité voor Lokale Financiën

## Onderscheiding
- Ridder Orde van Verdienste voor de Landbouw (Chévaliet L’Ordre du Mérite Agricole)

## Verwijzing
1. ↑  Gearchiveerde kopie. Gearchiveerd op 6 april 2010. Geraadpleegd op 22 oktober 2009.

- Bibliothèque nationale de France: cb13616599j (data)
- Gemeinsame Normdatei: 1218261889
- International Standard Name Identifier: 0000 0003 6695 7297
- Système universitaire de documentation: 056575335
- Virtual International Authority File: 231341987
- WorldCat: E39PBJpV7DkKtTdMdGCqFK9Yyd